# Hồ Dĩ Hoảng
Hồ Dĩ Hoảng (1812 – 1856) là một lãnh đạo quân sự cao cấp của Thái Bình Thiên Quốc, một nhà nước chống lại nhà Thanh trong lịch sử Trung Quốc. Ông giữ chức Hộ Quốc hầu khi Thái Bình Thiên Quốc được thành lập và sau đợt phong vương năm 1854 tại Thiên kinh ông được Thiên vương phong là Dự vương, là con trai Hồ Vạn Thăng tập tước, xưng là Ấu Dự vương Cường thiên tuế. Vai trò của ông trong Thái Bình Thiên Quốc thì cũng không có gì nổi bật mặc dù rằng ông là một trong hai vị vương gia bổ sung (sau khi Nam Vương và Tây Vương mất) của Thái Bình Thiên Quốc thời kỳ đầu, dù cùng là tước vương nhưng ông ở dưới Dực vương Thạch Đạt Khai và Yến vương Tần Nhật Cương trong Thái Bình Thiên Quốc lúc này, chữ Dự trong tước vị của ông là do ông từ tước Dự được phong thẳng lên tước Vương, cũng có thể hiểu là ''danh dự'', rất có thể ông được phong vương là do là người trong thân tộc với Thiên vương còn tài năng quân sự của ông và cuộc đời thì cũng không được nhắc tới nhiều.